# IX Premis de la Unión de Actores
La IX edició dels Premis de la Unión de Actores, corresponents a l'any 1999, concedits pel sindicat d'actors Unión de Actores y Actrices, va tenir lloc el 21 de febrer de 2000 al Palau de Congressos de Madrid. El director de l'acte fou Juan Polanco.

## Guardons

### Premi a Tota una vida
- Luis Barbero

### Premi Especial
- Caiga Quien Caiga
- La 2 Noticias

### Cinema

#### Millor interpretació protagonista
| Actor/Actriu  | Pel·lícula          | Resultat   |
| ------------- | ------------------- | ---------- |
| Ana Fernández | Solas               | Candidata  |
| María Galiana | Solas               | Guanyadora |
| Cecilia Roth  | Todo sobre mi madre | Candidata  |

#### Millor interpretació secundària
| Actor/Actriu         | Pel·lícula               | Resultat   |
| -------------------- | ------------------------ | ---------- |
| Carlos Álvarez-Nóvoa | Solas                    | Candidat   |
| Adriana Ozores       | Cuando vuelvas a mi lado | Candidata  |
| Antonia San Juan     | Todo sobre mi madre      | Guanyadora |

#### Millor interpretació de repartiment
| Actor/Actriu     | Pel·lícula          | Resultat  |
| ---------------- | ------------------- | --------- |
| Juan Fernández   | Solas               | Ganadora  |
| Candela Peña     | Todo sobre mi madre | Candidata |
| Rosa Maria Sardà | Todo sobre mi madre | Candidata |

#### Millor interpretació revelació
| Actor/Actriu     | Pel·lícula           | Resultat   |
| ---------------- | -------------------- | ---------- |
| Ana Fernández    | Solas                | Guanyadora |
| Antonia San Juan | Todo sobre mi madre  | Candidata  |
| Luis Tosar       | Flores de otro mundo | Candidat   |

### Televisió

#### Millor interpretació protagonista
| Actor/Actriu      | Sèrie de televisió | Resultat  |
| ----------------- | ------------------ | --------- |
| Javier Cámara     | 7 Vidas            | Guanyador |
| Toni Cantó        | 7 Vidas            | Candidat  |
| Fernando Valverde | El comisario       | Candidat  |

#### Millor interpretació secundària
| Actor/Actriu    | Sèrie de televisió | Resultat   |
| --------------- | ------------------ | ---------- |
| Marcial Álvarez | El comisario       | Candidat   |
| Amparo Baró     | 7 Vidas            | Guanyadora |
| María Pujalte   | Periodistas        | Candidata  |

#### Millor interpretación de repartiment
| Actor/Actriu       | Sèrie de televisió | Resultat  |
| ------------------ | ------------------ | --------- |
| Elena Irureta      | El comisario       | Candidata |
| Margarita Lascoiti | El comisario       | Candidata |
| Guillermo Toledo   | 7 Vidas            | Guanyador |

### Teatre

#### Millor interpretació protagonista
| Actor/Actriu          | Obra de teatre                    | Resultat  |
| --------------------- | --------------------------------- | --------- |
| Montserrat Carulla    | La reina de la bellesa de Leenane | Candidata |
| Emilio Gutiérrez Caba | La mujer de negro                 | Guanyador |
| Vicky Peña            | La reina de la bellesa de Leenane | Candidata |

#### Millor interpretació secundària
| Actor/Actriu   | Obra de teatre                    | Resultat  |
| -------------- | --------------------------------- | --------- |
| Àlex Casanovas | La reina de la bellesa de Leenane | Candidat  |
| Juan Díaz      | Shopping and Fucking              | Guanyador |

#### Millor interpretació de repartiment
| Actor/Actriu          | Obra de teatre          | Resultat  |
| --------------------- | ----------------------- | --------- |
| Pedro G. de las Heras | Descalzos por el parque | Guanyador |